# Acriús
Os Acriús (Akriu) foram um povo indígena que habitava o estado do Ceará. Em 1713, atacaram, junto de outros grupos indígenas, a Vila de Aquiraz, então sede da Capitania do Ceará.